# Wülfrath

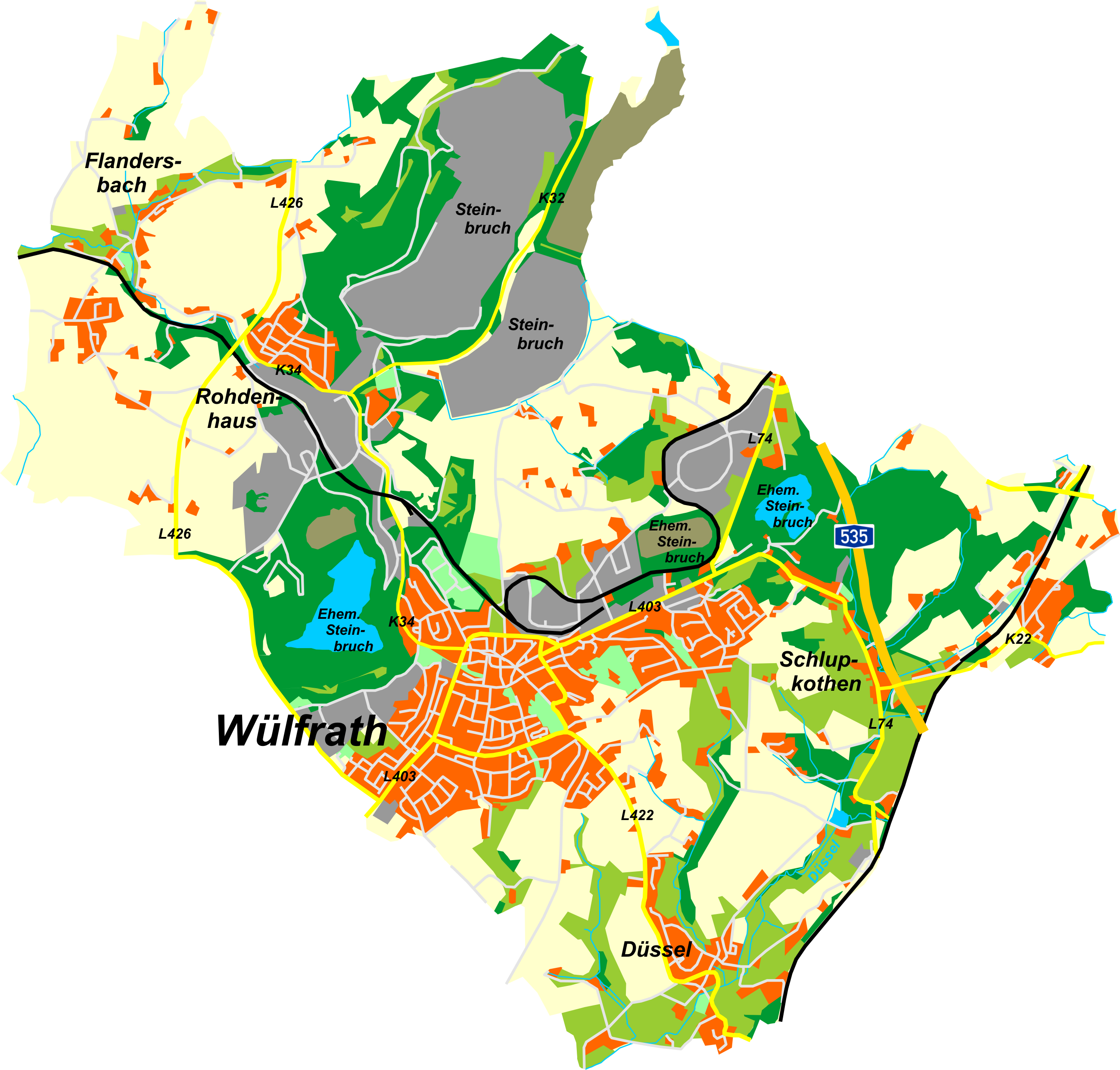
Karte von Wülfrath

Klimadiagramm

Wülfrath ist eine mittlere kreisangehörige Stadt im nordrhein-westfälischen Kreis Mettmann und das kleinste Mittelzentrum im Niederbergischen Land.

## Geografie

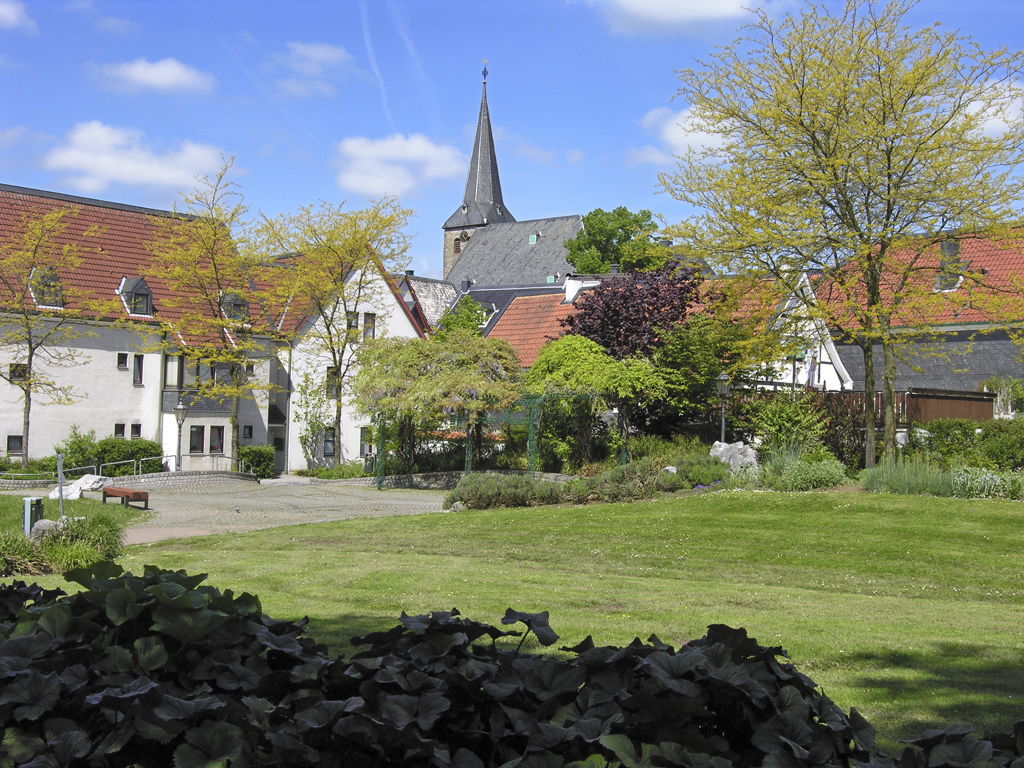
Wülfrath, Altstadt-Ansicht

### Geografische Lage
Die Stadt liegt im Niederbergischen Land zwischen Rhein, Ruhr und Wupper. Der alte Ortskern liegt in einem kleinen Tal, das vom Flüsschen Angerbach durchflossen wird. An den Hängen des Tales breiten sich die neueren Ortsteile aus.

### Nachbargemeinden
Das Wülfrather Stadtgebiet grenzt an die kreisfreie Stadt Wuppertal sowie an die Städte Velbert, Heiligenhaus, Mettmann und Ratingen (alle Kreis Mettmann).

### Stadtteile
Neben der Innenstadt von Wülfrath (Anger-Markt) gibt es die Stadtteile Flandersbach, Rohdenhaus, Kocherscheidt, Schlupkothen und Düssel sowie mehrere kleinere Hofschaften mit sehr wenig Wohnbebauung.

## Geschichte

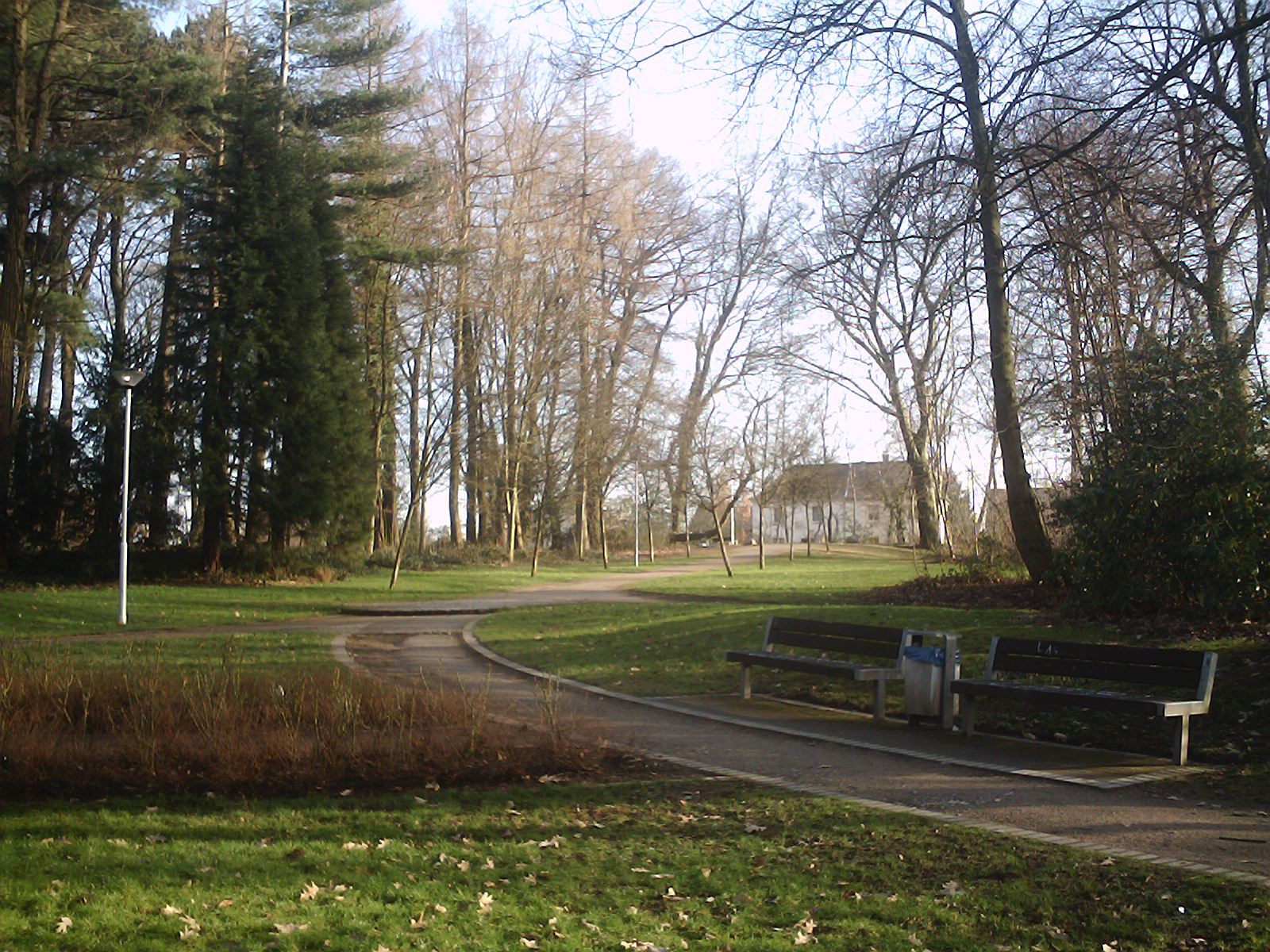
Der Stadtpark

Wülfrath war eine der ersten Rodungssiedlungen im großen frühmittelalterlichen Reichsforst. Die Grenzen wurden in einer Schenkungsurkunde Kaiser Heinrichs IV. vom 16. Oktober 1165 von den Flussläufen Rhein, Ruhr und Düssel (Tussella) gefasst. Die Ostgrenze war der alte Höhenweg der Kölnischen Straße (strata colonensis). Er verlief von der Werdener Ruhrbrücke (der heutigen Gustav-Heinemann-Brücke) über Velbert und Wülfrath entlang der Düssel weiter in Richtung Köln. Das Zentrum des mittelalterlichen Dorfes war ein Herrenhof (Mollmershof), der im Zusammenhang mit der Herrschaft Hardenberg an den Grafen von Berg verkauft wurde. Mit dem Besitz des Hofes, zu dem ein ausgedehnter Hofverband mit vielen Einzelhöfen gehörte, insbesondere in den Honnschaften Erbach und Püttbach, war das Recht verbunden, den Pfarrer zu bestimmen.
Das Dorf Wülfrath wurde gegen Ende des 11. Jahrhunderts als Wolverothe (= Rodung des Ansiedlers namens Wolf) erstmals schriftlich in einem Pergament des Stiftes Kaiserswerth erwähnt. Die Ursprünge liegen viel weiter zurück. Ausgehend von der Sage um den von seiner Sippe ausgestoßenen Siedler Wolf, der an der Stelle der heutigen Stadtmitte den damals reichlich vorhandenen Wald gerodet haben soll, um sich dort niederzulassen, lässt sich die Stadtgeschichte bis etwa in das Jahr 713 zurückverfolgen. Zu jenem Zeitpunkt könnte bereits der erste Kirchenbau (eine kleine, frühmittelalterliche Saalkirche mit Rechteckchor) an der Stelle des heutigen Kirchplatzes gestanden haben. Dort steht seit dem 11. Jahrhundert eine romanische Kirche, die im 15. Jahrhundert durch gotische Elemente erweitert wurde. Mitte des 15. Jahrhunderts wird sie als St.-Cornelius-Kirche bezeichnet. Turm und nördliches Seitenschiff mit Scheidemauer zum Mittelschiff sind romanisch und stammen wahrscheinlich aus dem 12. Jahrhundert. Das Mittelschiff ist gotisch und stammt aus dem 14. Jahrhundert. Das südliche Kirchenschiff in spätgotischem Stil wurde laut Schlussstein 1524 vollendet. Die Kirche ist mit Wohnhäusern und Geschäften ringförmig umbaut und Mittelpunkt eines in seiner Geschlossenheit einmalig schönen altbergischen Kirchplatzes.
Diese Wohnhäuser bestehen zum größten Teil heute noch im Originalzustand und stehen unter Denkmalschutz, andere wurden wieder aufgebaut. Jedes dieser Häuser hatte (und hat auch heute noch) neben der Hausnummer einen Namen: Auf'm Keller (1678), Hamels (1678), Melanders (1678), Op der Ley (etwa 1600 – ausgebaut 1911), Auf'm Haus (1678), Großer Klaus (1686 – wiederaufgebaut 1964), Kleiner Klaus (1678), Scholle (1678), Hinter'm Turm (1678), Jostenhaus (erbaut etwa 1738), Hechtsteinhaus (1678), Op de Trapp (1678) und Leonhards (wiederaufgebaut 1955).
875 wurden die Honnschaften und heutigen Stadtteile Flandersbach (Flatmarasbeki = der Bach, an dem Flattmar sich niederließ) und Rützkausen (Hrotsteninghuson = bei den Häusern der Sippe des Hrotsen) in der Beschreibung des Zehntbezirks des Klosters Werden an der Ruhr genannt, ebenso 1533 das Hofgut Zu Fudickar (HStA Düsseldorf, Bestand Abtei Werden, IX a, Nr. 6) mit Wehrspeicher und Außenhöfen. 1256 wurde die katholische St.-Maximin-Kirche in Düssel (Dussela) erwähnt, doch lassen sich die ältesten Teile der romanischen Pfeilerbasilika in das frühe 12. Jahrhundert datieren. Um das Jahr 1100 wurde der Ortsname Wülfrath (Wolverothe, welcher sich später zu Wulfrod, dann zu Wulfrath bis zum heutigen Wülfrath entwickelte) in einem von Mönchshand geschriebenen Pergament des Stiftes Kaiserswerth erstmals erwähnt.
Bereits für das Jahr 1265 lässt sich anhand der Steuer- und Zinsregister ein Schmied bezeugen. Das Gut Püttbach in der gleichnamigen Wülfrather Honnschaft ist im Jahr 1392 im Besitz des Deutschen Ritterordens. Es wurde der Oberhof für den Streubesitz des Ordens, in dem alljährlich auch das Hofgericht abgehalten wurde.
1578 kam es im Dorf zu einem Großbrand, der die Siedlung in Asche legte und das Dach mitsamt dem Turmhelm der Kirche in Flammen aufgehen ließ. Um den schwer geschädigten Einwohnern zu helfen, erließ der Landesfürst, Herzog Wilhelm V. von Jülich-Kleve-Berg, genannt Wilhelm der Reiche, im Jahr 1579 einen Marktbrief, welcher seinem „Dorff und Kirspel Wulfrod“ vier freie Jahrmärkte verlieh. Doch kaum war dieser Brand vergessen, wurde das Dorf genau einhundert Jahre später wieder von einem Großbrand verwüstet. Der gesamte Ortskern mit über 70 Häusern wurde in ein Trümmerfeld verwandelt.
Nach dem Übergang des Herzogtums Berg 1806 an die Franzosen und der Ausrufung des Großherzogtums Berg wurde 1808 aus den Honnschaften Erbach, Püttbach, Obschwarzbach, Niederschwarzbach (vorher alle Amt Mettmann), Flandersbach, Rützkausen (vorher Amt Angermund) und Oberdüssel (vorher Herrschaft Schöller) die Munizipalität (Mairie) Wülfrath gebildet. 1809 wurden Obschwarzbach und Niederschwarzbach Mettmann angegliedert. Dafür kam die Honnschaft Unterdüssel mit dem Dorf Düssel nach Wülfrath.
Nach den Befreiungskriegen kam der Ort – als Teil der neugebildeten Rheinprovinz – 1815 zu Preußen. Durch Verordnung wurde Wülfrath 1827 zur Vertretung im Stande der Städte in den Rheinischen Provinziallandtag berufen. 1856 erhielt es durch die Verleihung der Städteordnung für die Rheinprovinz endgültig die vollen Stadtrechte.
Im Zweiten Weltkrieg wurden in Wülfrath durch drei Bombenabwürfe – 1940, 1944 und 1945 – insgesamt 30 Häuser mit 54 Wohnungen völlig zerstört und sechs Häuser sowie die katholische Kirche stark beschädigt. Dies betraf vor allem die Goethestraße.
Im Jahre 2001 wurde ein Teil der historischen Altstadt erneut ein Raub der Flammen. In der Nacht zum 21. Januar brach im Kern der Altstadt ein Feuer aus, dem drei alte Fachwerkhäuser zum Opfer fielen. Die völlig zerstörten Häuser mussten abgerissen werden und wurden mittlerweile durch moderne Neubauten ersetzt.
Ende September 2013 wurde auf dem ehemaligen Rathaus- und Stadthallenareal der Anger-Markt, der einen neuen Handelsmittelpunkt der Stadt darstellen soll, eröffnet.

### Kommunale Neugliederung
Die kommunale Neugliederung, die am 1. Januar 1975 in Kraft trat, brachte der Stadt einen großen Gebiets- und Bevölkerungsverlust; die Einwohnerzahl sank um etwa 3000. Gebietsteile des Oberen Flandersbachs wurden nach Velbert, Gebietsteile der Düsseler Höhe und Hahnenfurth sowie der Ortsteil Dornap nach Wuppertal umgegliedert. Eine etwa 3 km² große Fläche mit damals 166 Einwohnern wurde von Mettmann übernommen.

## Bevölkerung

### Struktur
Den weitaus größten Anteil an der Bevölkerung nehmen die über 50-Jährigen ein. Jeder Dritte Wülfrather Bürger ist mindestens 50 Jahre oder älter, weshalb Wülfrath als „alte Stadt“ gilt. Der Anteil der weiblichen Bevölkerung überwiegt mit 51,5 % den der männlichen. Der Ausländeranteil beläuft sich auf rund zehn Prozent.

### Einwohnerentwicklung

Einwohnerentwicklung von Wülfrath von 1980 bis 2015

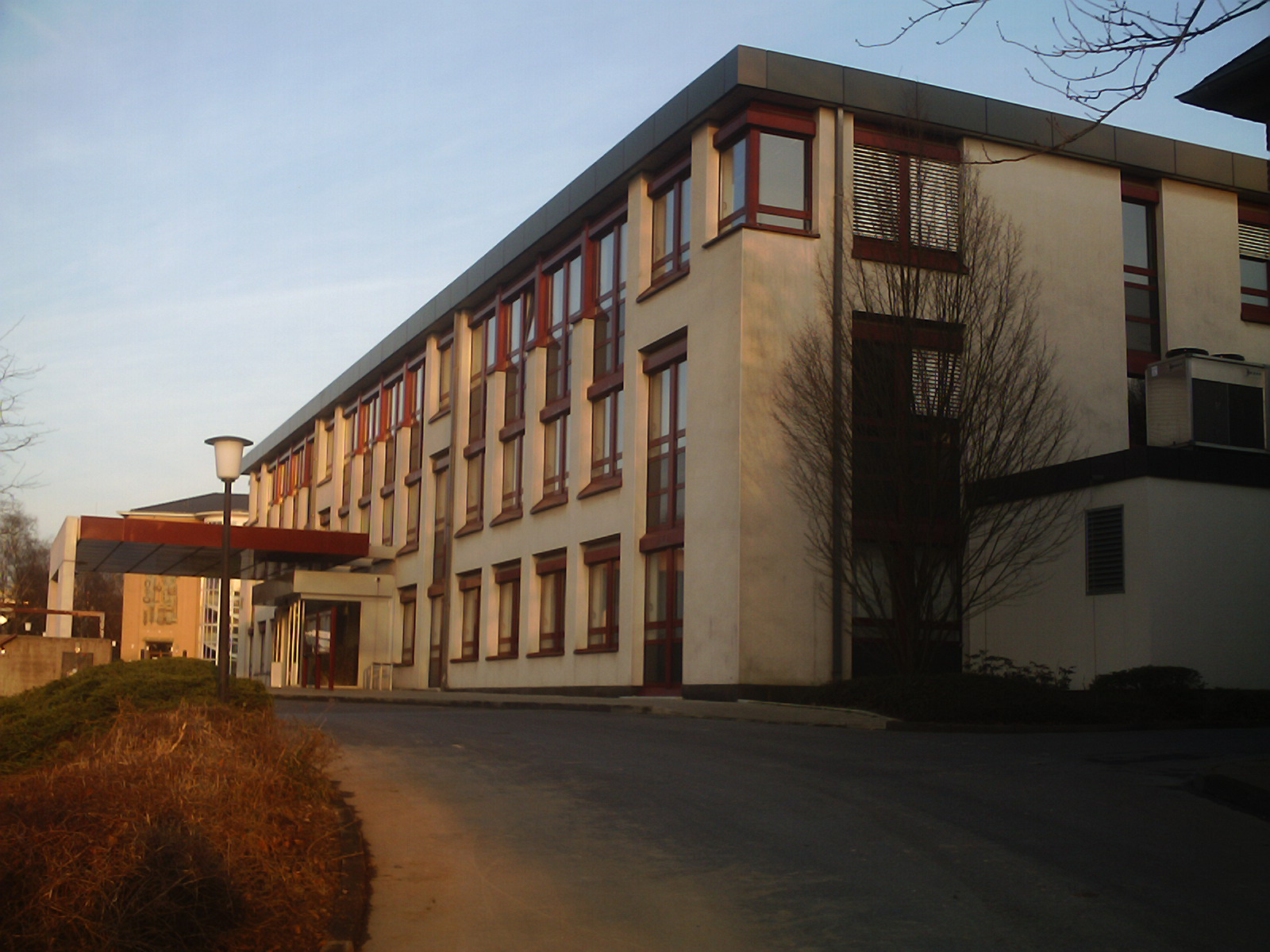
Das neue Rathaus

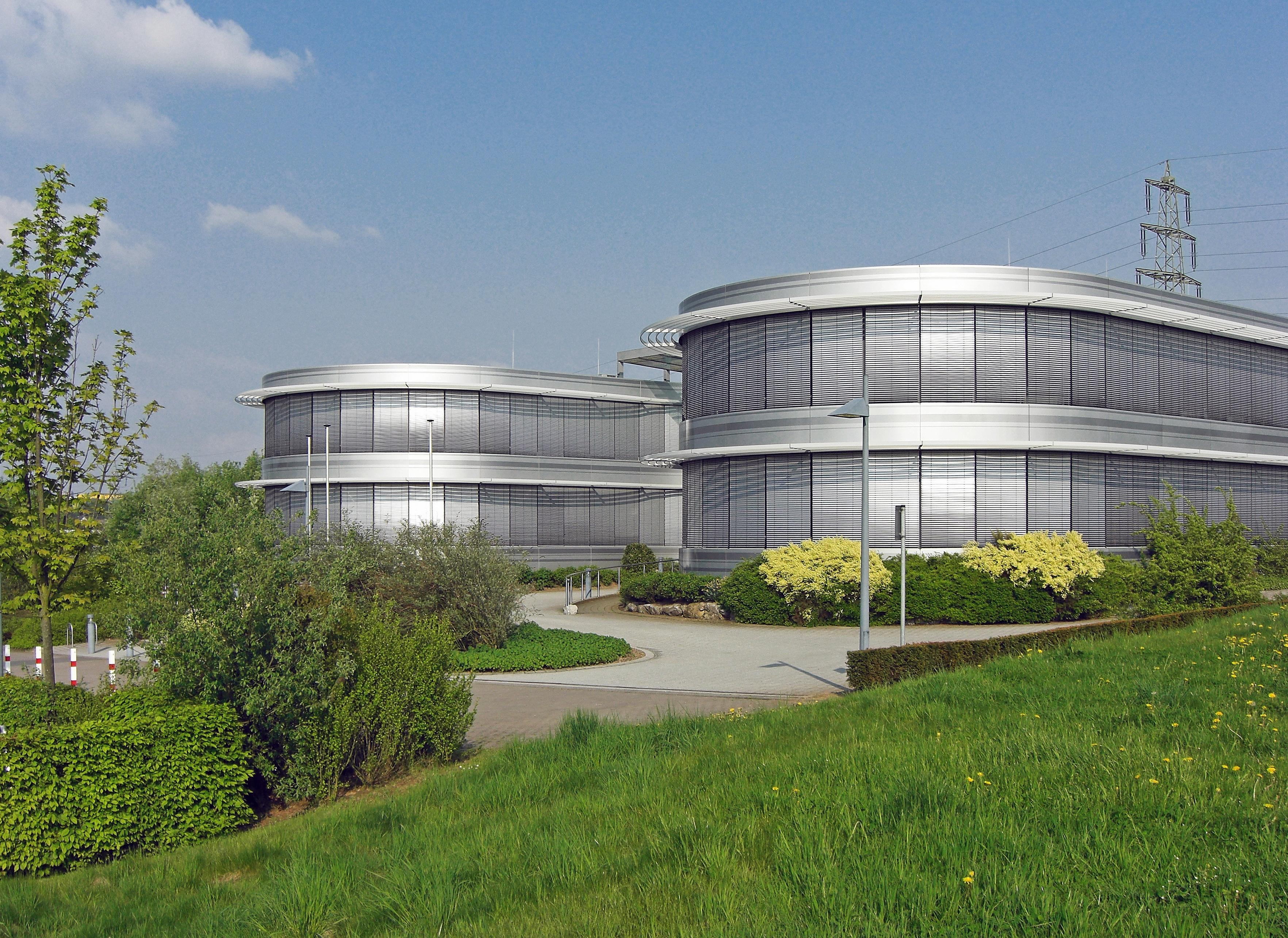
Rheinkalk Verwaltungsgebäude

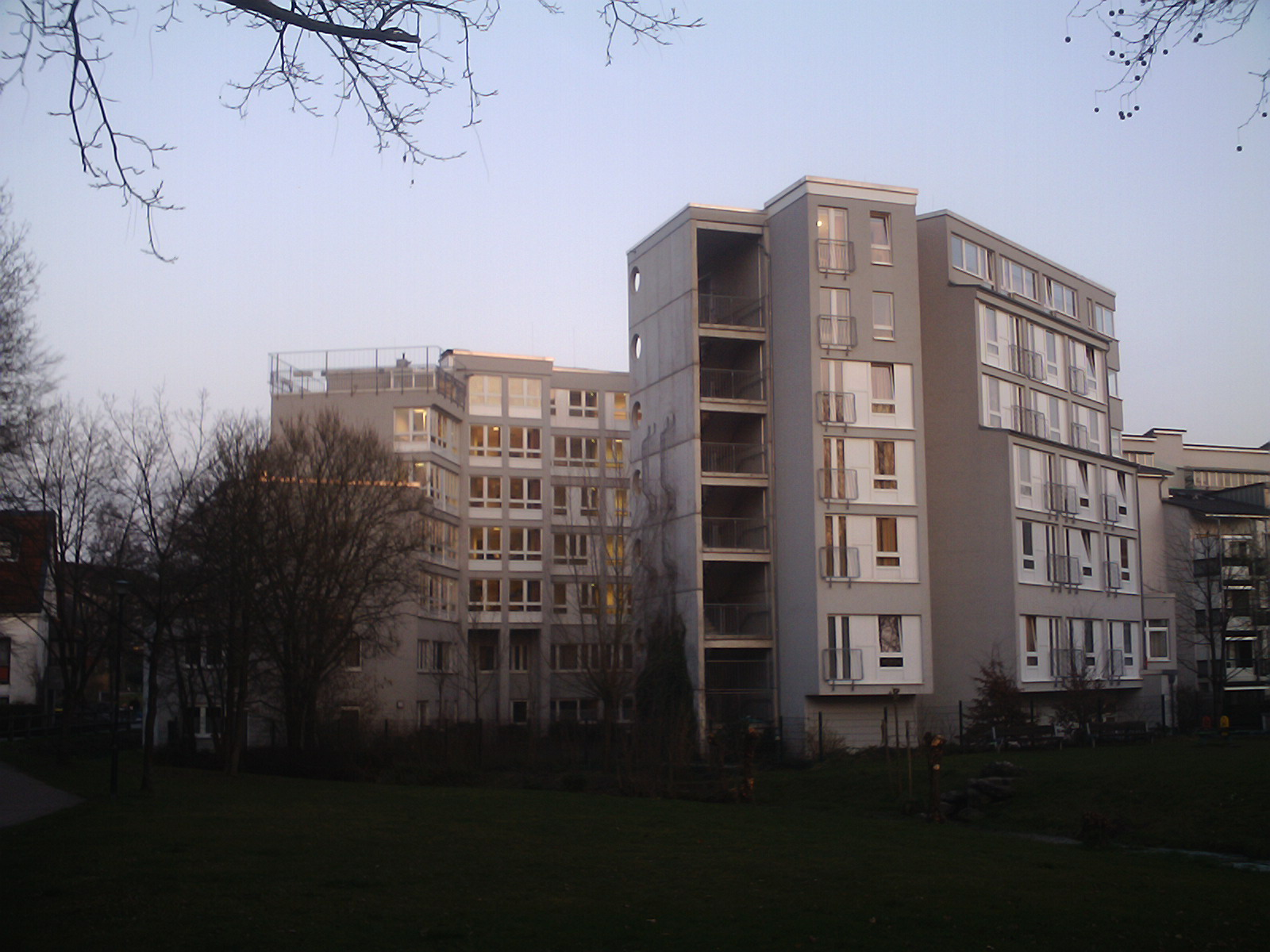
Altersheim

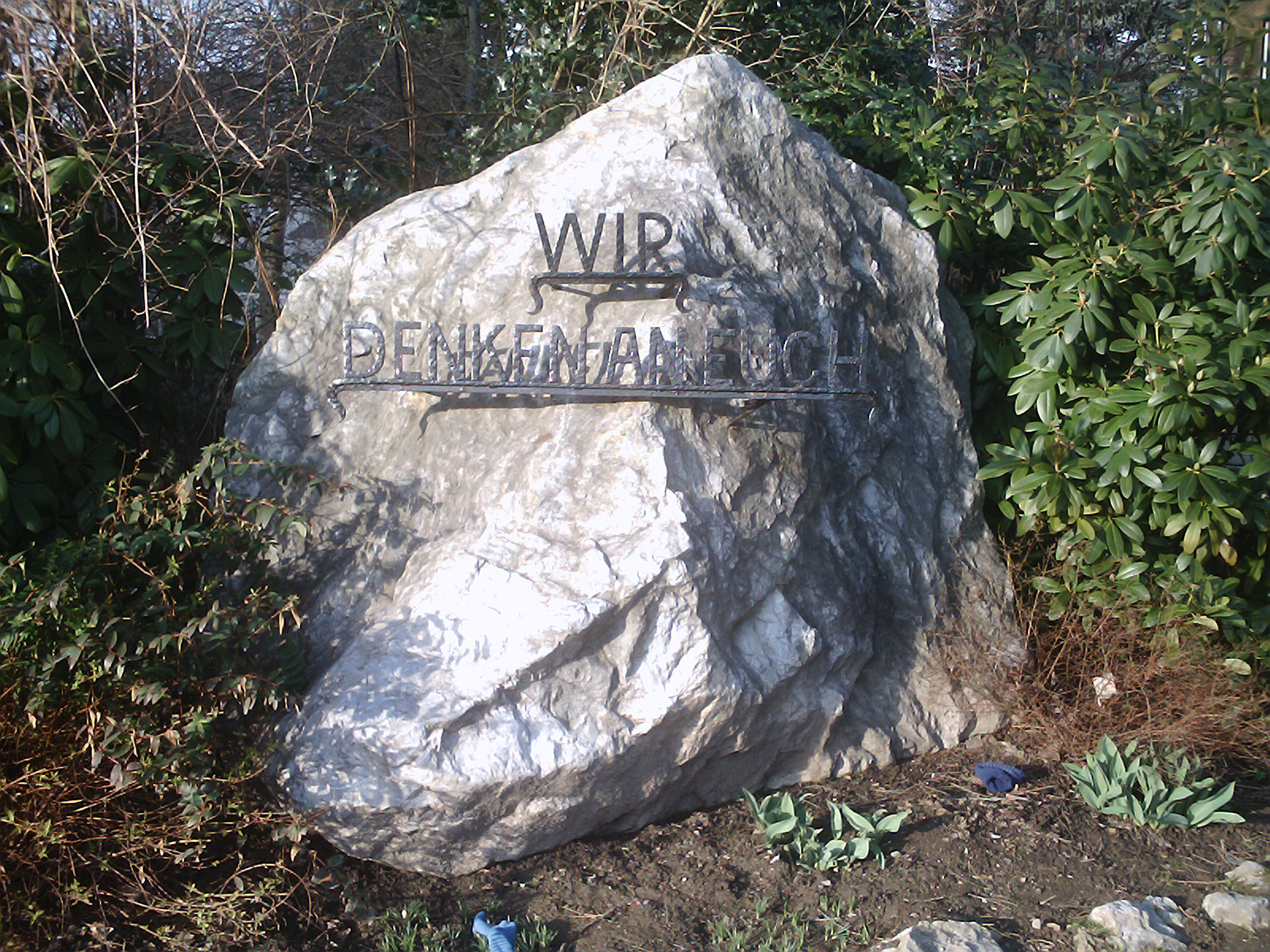
Ein Denkmal für die Kriegsopfer

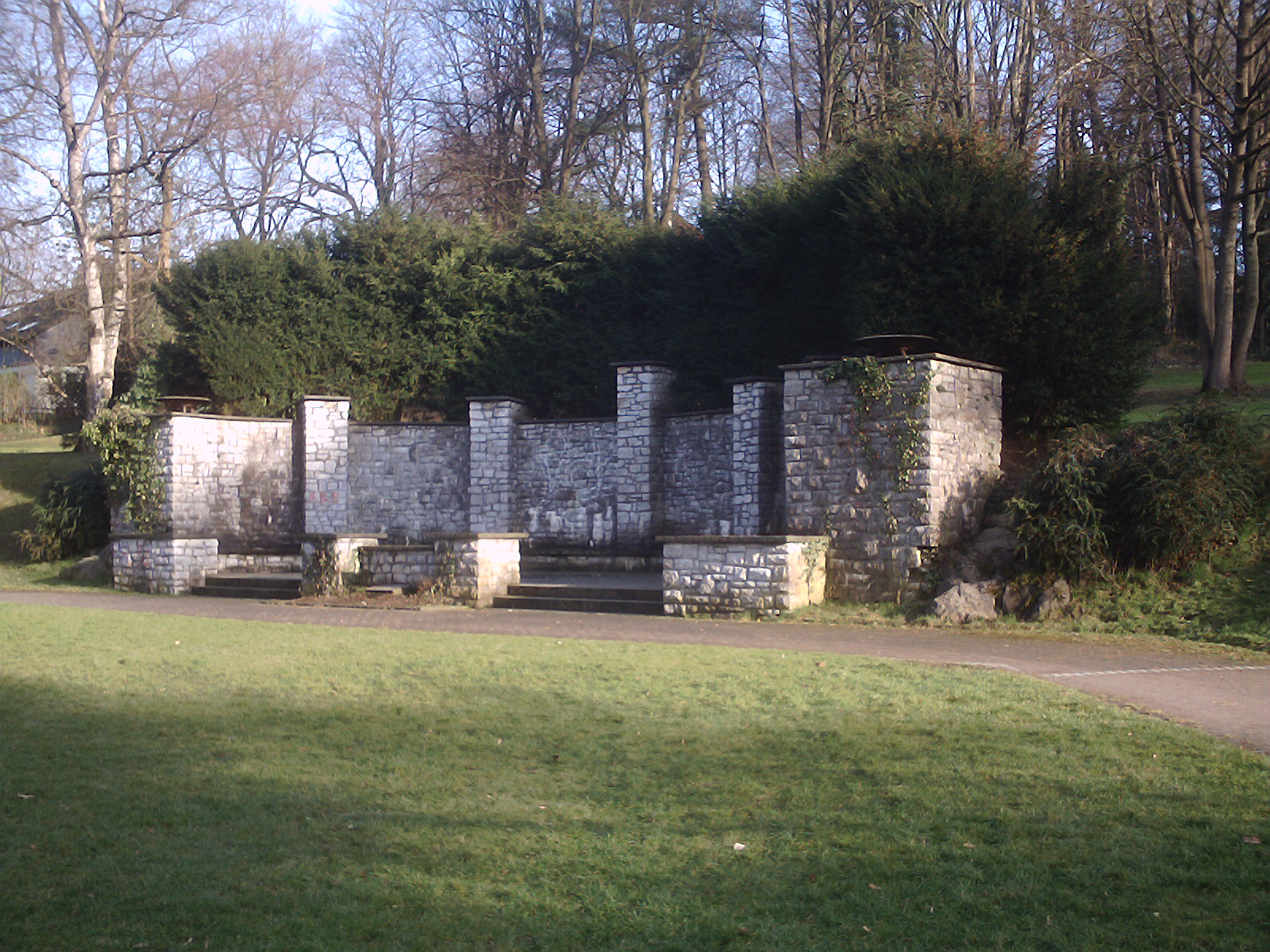
Großes Denkmal an die Kriegsopfer

Das Landesamt für Datenverarbeitung und Statistik (LDS NRW) erhebt zum 31. Dezember des jeweiligen Jahres die aktuellen Einwohnerzahlen.
| Jahr | Einwohner |
| ---- | --------- |
| 1980 | 20.916    |
| 1985 | 20.794    |
| 1987 | 20.769    |
| 1988 | 21.115    |
| 1989 | 21.460    |
| 1990 | 21.987    |
| 1991 | 22.098    |
| 1992 | 22.272    |
| 1993 | 22.236    |

| Jahr | Einwohner |
| ---- | --------- |
| 1994 | 22.127    |
| 1995 | 22.046    |
| 1996 | 22.210    |
| 1997 | 22.399    |
| 1998 | 22.545    |
| 1999 | 22.574    |
| 2000 | 22.531    |
| 2001 | 22.669    |
| 2002 | 22.618    |

| Jahr | Einwohner |
| ---- | --------- |
| 2003 | 22.479    |
| 2005 | 22.190    |
| 2010 | 21.299    |
| 2015 | 21.223    |
| 2017 | 21.196    |
| 2021 | 21.496    |
| 2022 | 21.100    |

### Religionen
Evangelische Kirchen:
- Evangelisch reformierte Kirchengemeinde Wülfrath[6]
- Evangelische Kirchengemeinde Düssel
- Freie Evangelische Gemeinde

Katholische Kirche:
Katholische Kirchengemeinde St. Maximin Wülfrath mit den Kirchen:
- St. Joseph, Stadtmitte
- St. Maximin, Düssel
- St. Petrus Canisius, Rohdenhaus

Weitere Kirchen und Religionsgemeinschaften:
- Neuapostolische Kirche
- Zeugen Jehovas mit den Versammlungen im Königreichssaal Wülfrath:
  - Versammlung Wülfrath-Nord
  - Versammlung Wülfrath-Süd
  - Versammlung Velbert
- Islamischer Verein Wülfrath mit einer Moschee in einem ehemaligen Fabrikgebäude

## Politik

### Gemeinderat
| Ergebnisse der Kommunalwahlen                           | Ergebnisse der Kommunalwahlen | Ergebnisse der Kommunalwahlen | Ergebnisse der Kommunalwahlen | Ergebnisse der Kommunalwahlen | Ergebnisse der Kommunalwahlen | Ergebnisse der Kommunalwahlen | Ergebnisse der Kommunalwahlen | Ergebnisse der Kommunalwahlen | Ergebnisse der Kommunalwahlen | Ergebnisse der Kommunalwahlen |
| Partei                                                  | 1999                          | Sitze                         | 2004                          | Sitze                         | 2009                          | Sitze                         | 2014                          | Sitze                         | 2020                          | Sitze                         |
| ------------------------------------------------------- | ----------------------------- | ----------------------------- | ----------------------------- | ----------------------------- | ----------------------------- | ----------------------------- | ----------------------------- | ----------------------------- | ----------------------------- | ----------------------------- |
| Christlich-Demokratische Union (CDU)                    | 44,9 %                        | 16                            | 39,4 %                        | 14                            | 31,4 %                        | 12                            | 37,7 %                        | 13                            | 35,7 %                        | 17                            |
| Sozialdemokratische Partei Deutschlands (SPD)           | 32,4 %                        | 12                            | 27,1 %                        | 10                            | 21,8 %                        | 8                             | 26,7 %                        | 9                             | 19,7 %                        | 9                             |
| Demokratische Linke Wülfrath (DLW)                      | 10,9 %                        | 4                             | 16,8 %                        | 6                             | 16,0 %                        | 6                             | 6,0 %                         | 2                             | –                             | –                             |
| Bündnis Grüne/Wülfrather Wählergemeinschaft (Grüne/WWG) | 6,5 %                         | 2                             | 9,1 %                         | 3                             | 7,8 %                         | 3                             | 9,4 %                         | 3                             | –                             | –                             |
| Grüne                                                   | –                             | –                             | –                             | –                             | –                             | –                             | –                             | –                             | 17,4 %                        | 8                             |
| Freie Demokratische Partei (FDP)                        | 5,3 %                         | 2                             | 7,5 %                         | 3                             | 8,6 %                         | 3                             | 4,3 %                         | 1                             | 5,2 %                         | 2                             |
| WG (Wählergemeinschaft)                                 | –                             | –                             | –                             | –                             | 14,4 %                        | 6                             | 15,9 %                        | 6                             | 17,9 %                        | 8                             |
| Die Linke                                               | –                             | –                             | –                             | –                             | –                             | –                             | –                             | –                             | 4,1 %                         | 2                             |
| Gesamt                                                  |                               | 36                            |                               | 36                            |                               | 38                            |                               | 34                            |                               | 46                            |

### Bürgermeister
Seit dem 1. November 2020 ist Rainer Ritsche (parteilos) Bürgermeister von Wülfrath. Er folgte der parteilosen Claudia Panke nach, die bei der Kommunalwahl 2020 nicht erneut antrat. Ritsche setzte sich gegen den CDU-Kandidaten Andreas Seidler durch.

### Finanzen
Die Schulden der Stadt Wülfrath lagen zum 31. Dezember 2012 bei 85.945.047 Euro. Dies entspricht einer Pro-Kopf-Verschuldung von 4.079 Euro je Einwohner. Als eine der ersten Kommunen in Deutschland hat die Stadt Wülfrath für den Bereich der städtischen Finanzen freiwillig eine sogenannte Nachhaltigkeitssatzung eingeführt, mit deren Hilfe die Stadt anstrebt, ihre Schulden abzubauen und damit die Tilgungs- und Zinslasten zu mindern. Zum Ende des Jahres 2021 liegt die Netto-Gesamtverschuldung bei 72,5 Mio. Euro, was im Vergleich zu 2020 eine Reduktion um 2,6 Mio. Euro darstellt.

### Wappen
Das Wülfrather Stadtwappen, das sich nach 1840 aus einem alten Kirchsiegel der evangelisch-reformierten Kirchengemeinde entwickelte, wurde durch den Düsseldorfer Heraldiker und Kunstmaler Wolfgang Pagenstecher im Jahre 1938 neu gestaltet und durch den Oberpräsidenten der Rheinprovinz offiziell anerkannt. Es zeigt einen Hirten, der einem ihn angreifenden Wolf seinen Stecken (Stab) in den Rachen stößt. Diese Darstellung soll einerseits den Sieg des Guten über das Böse symbolisieren und andererseits auf das Entstehen des Ortskernes verweisen. An den Siedler Wolf, von dem angenommen wird, dass er der Begründer der Stadt ist, erinnert sie allerdings kaum.

### Städtepartnerschaften
- Ware, Vereinigtes Königreich, seit 1971
- Bondues, Frankreich, seit 2003

des Weiteren hatte die Stadt Wülfrath folgende Patenschaft übernommen:
- Heeresmusikkorps 7, vom 24. Oktober 2000 bis 21. Dezember 2006 (im Januar 2007 wurde der Orchesterverbund aufgelöst)

## Wirtschaft und Infrastruktur

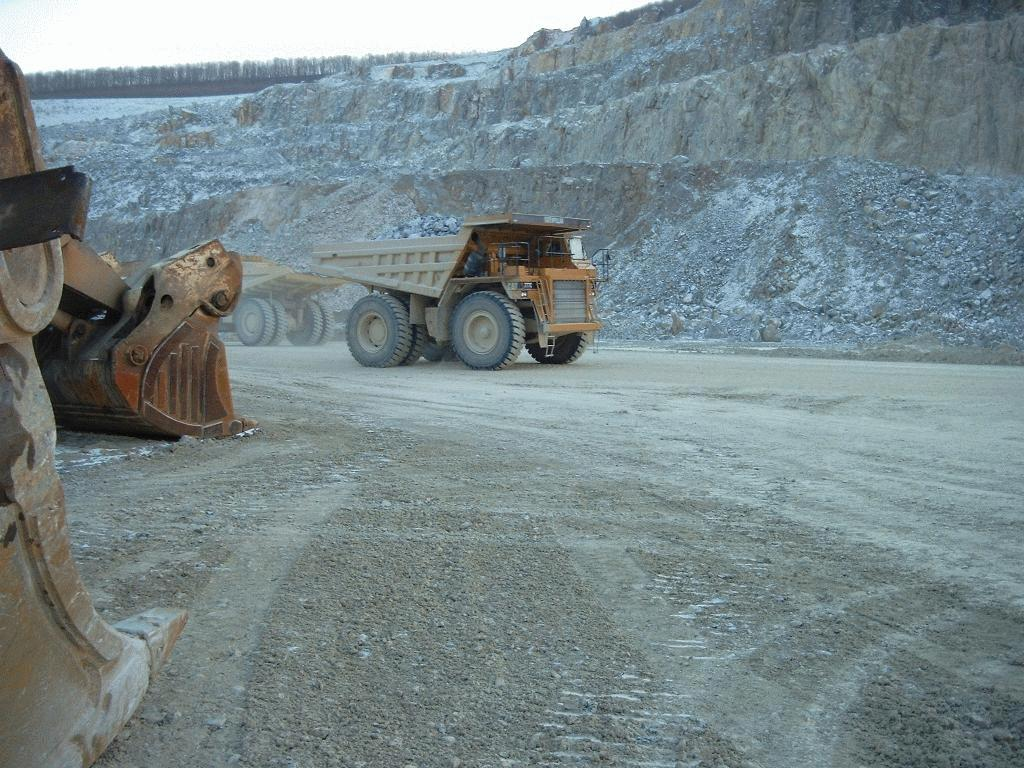
Kalkgewinnung in
Wülfrath

### Wirtschaft
Bis zur Mitte des 19. Jahrhunderts hatten sich mehr als 100 Handels- und Gewerbebetriebe niedergelassen. Es handelte sich hierbei um größere Hausbetriebe – meistens Heimwebereien. Nach 1850 wurden die ersten größeren Betriebe mit Dampfkraft gegründet. Trotz der damaligen starken Industrialisierung ging der landwirtschaftliche Charakter nicht ganz verloren. Heute bestehen nur noch vereinzelte landwirtschaftliche Betriebe.
Prägend für Wülfrath war die Gründung der Rheinisch-Westfälischen Kalkwerke Dornap im Jahre 1887 und der Rheinischen Kalksteinwerke Wülfrath im Jahre 1903 (heute gemeinsam als Rheinkalk zur belgischen Lhoist-Gruppe gehörig). Das Rheinkalk-Werk Flandersbach bildet als größter Kalksteinbruch Europas bis heute den Schwerpunkt der Wülfrather Industrie.
Daneben gab es noch zahlreiche Webereien, Lederverarbeitungsbetriebe, einen ausgegliederten Zweigbetrieb der Ford-Werke Köln, das aus dem 1889 gegründeten Karosseriewerk Josef Hebmueller Söhne hervorging und schließlich unter der Firmierung Knorr-Bremse Steering Systems GmbH Ende 2020 geschlossen wurde. Zudem existieren viele Kleinbetriebe.

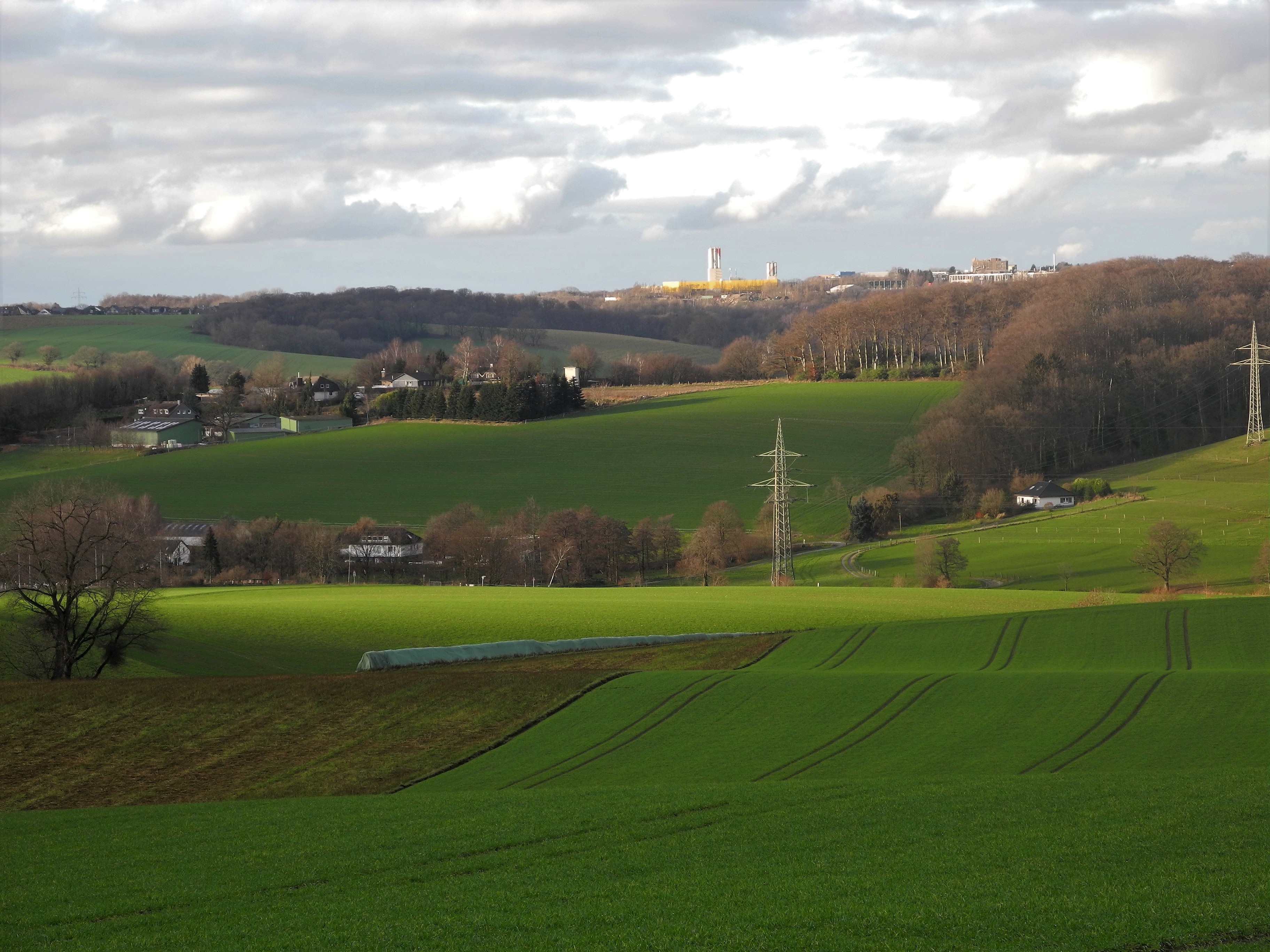
Im Hintergrund erkennt man die Stadt Wülfrath mit den farbenfrohen Silos der JONAS Farbenwerke, die als weithin sichtbare Landmarke aus der Hügellandschaft herausragen.

Ein weiterer bedeutender Industriestandort ist die JONAS Farbenwerke GmbH & Co. KG mit dem Markennamen Jonas Farben. Das Unternehmen produziert Farben und Lacke für den professionellen Markt. Die markanten Silotürme des Firmengeländes prägen weithin sichtbar die Stadtsilhouette und gelten als Landmarke in der Region.
Größter Arbeitgeber Wülfraths ist die Bergische Diakonie Aprath, die unter anderem mehrere Altenheime sowie Kinderheime und sozialtherapeutische Einrichtungen betreibt. Das in Wülfrath ansässige Unternehmen PUKY ist ein mittelständischer Hersteller von Kinderfahrzeugen.

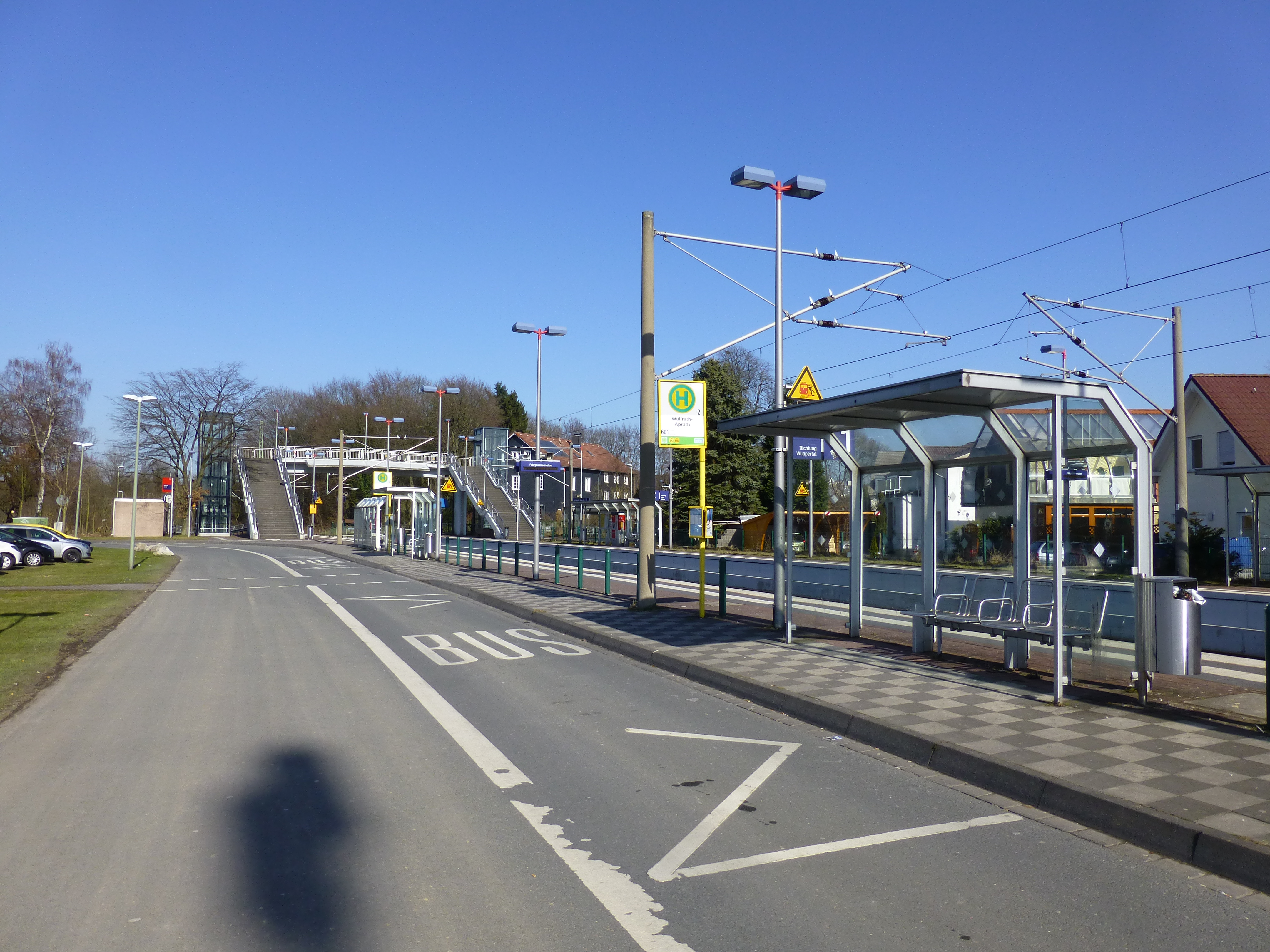
Haltepunkt Wülfrath-Aprath

### Verkehr

#### Straßenverkehr
Im Norden verläuft die Autobahn 44 auf einem kurzen Teilstück auf Wülfrather Stadtgebiet, im Osten die A 535. Über die Anschlussstellen Hetterscheidt (A 44) und Wülfrath (A 535) ist die Stadt an das Autobahnnetz angeschlossen.
Bundesstraßen verlaufen nicht durch Wülfrath, dafür aber die Landesstraßen L 74 (Velbert – Solingen-Müngsten), L 355 (Wülfrath – Wuppertal-Katernberg), L 403 (Wülfrath – Leichlingen), L 422 (Düsseldorf-Kaiserswerth – Wuppertal-Dornap), und die L 426 (Velbert – Mettmann-Obschwarzbach).

#### Schienenverkehr
Wülfrath hat über den Haltepunkt Wülfrath-Aprath Anschluss an die S 9, die zwischen Recklinghausen und Hagen verkehrt. Seit Dezember 2020 wird der Ortsteil Düssel zudem über den im Zuge der Streckenverlängerung der Linie S 28 (Kaarst –Wuppertal) neu gebauten Haltepunkt Hahnenfurth/Düssel in Wuppertal-Dornap erschlossen.
Nördlich der Wülfrather Innenstadt befindet sich der Bahnhof Wülfrath, der seit der Stilllegung der Niederbergbahn im Jahr 1999 leer steht. Die ehemalige Bahnstrecke wurde 2011 zum Panoramaradweg Niederbergbahn umgebaut. Auf der Angertalbahn, die von Ratingen nach Wülfrath-Rohdenhaus führt, verkehren ausschließlich Güterzüge für das Kalkwerk Flandersbach.

### Öffentliche Einrichtungen

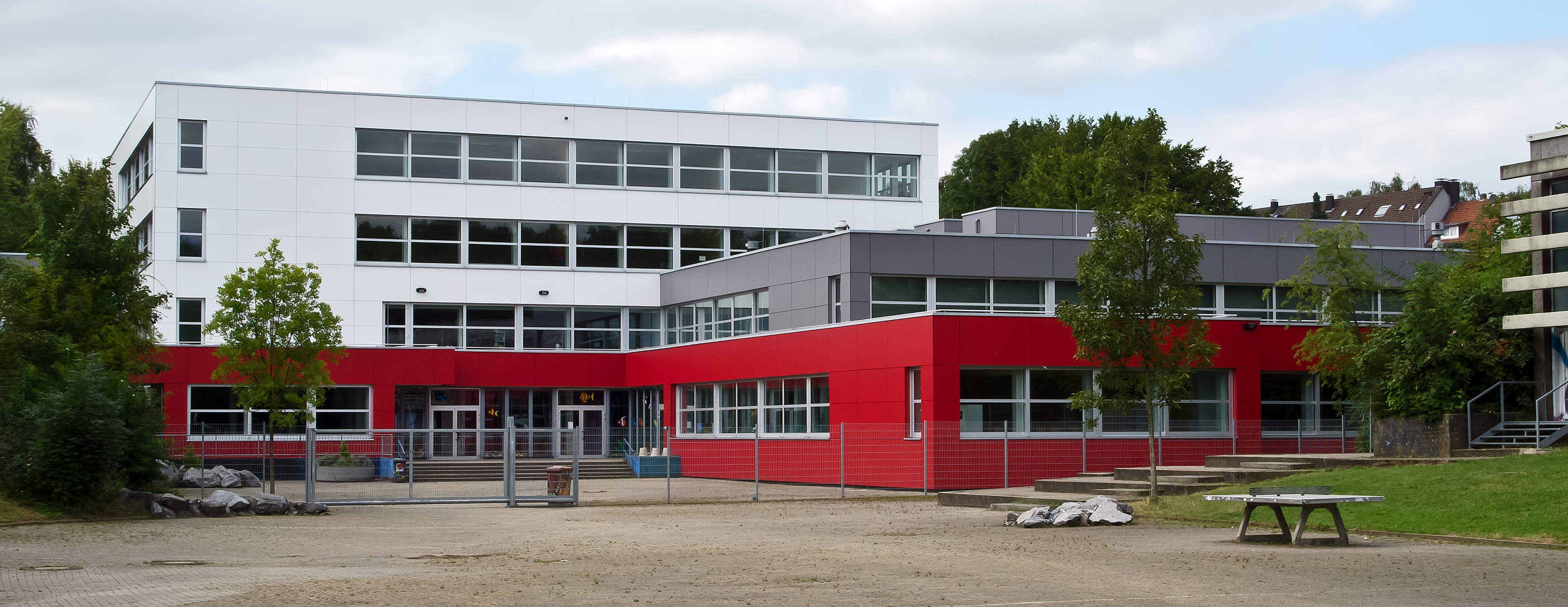
Städtisches Gymnasium Wülfrath (Ostansicht)

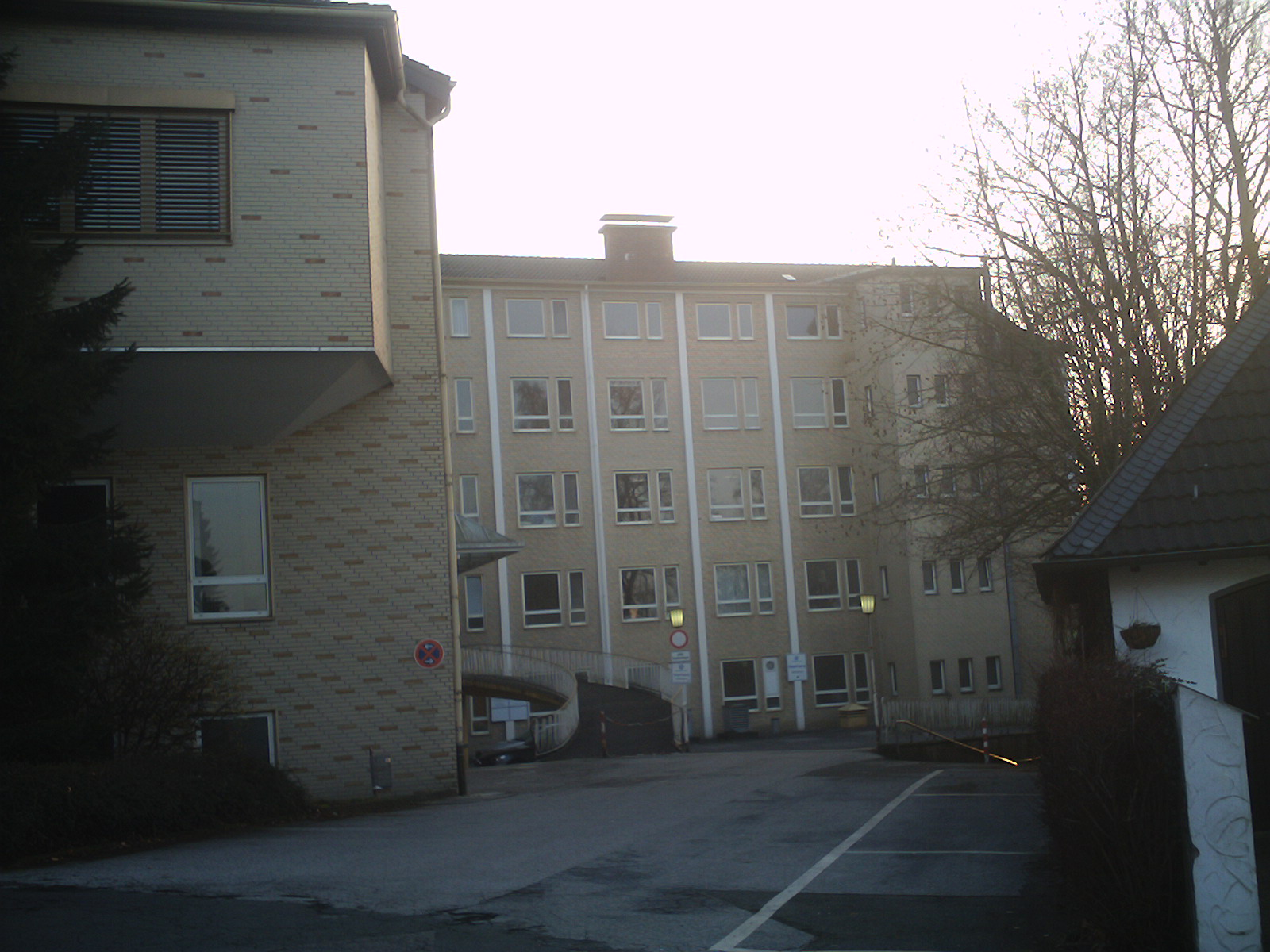
Freie Aktive Schule Wülfrath

#### Schulen
- Grundschule Ellenbeek
- Grundschule Lindenschule
- Grundschule Parkschule
- Private Grundschule der Freien Aktiven Schulen Wülfrath
- Schule am Berg – Städtische Sekundarschule Wülfrath
- Städtisches Gymnasium Wülfrath
- Private Gesamtschule der Freien Aktiven Schulen Wülfrath (mit gymnasiale Oberstufe seit dem Schuljahr 2014/15)

#### Bibliotheken und Archive
- Stadtarchiv Wülfrath
- Wülfrather Medien-Welt (Stadtbücherei)
- Volkshochschule Mettmann-Wülfrath

### Gesundheit
Das einzige Krankenhaus der Stadt, das Ev. Krankenhaus Herminghaus-Stift, wurde nach Übernahme durch die Kliniken St. Antonius Ende 2006 geschlossen. Die Versorgung erfolgt nun über die Krankenhäuser der benachbarten Städte Mettmann, Velbert und Wuppertal.

## Kultur und Sehenswürdigkeiten

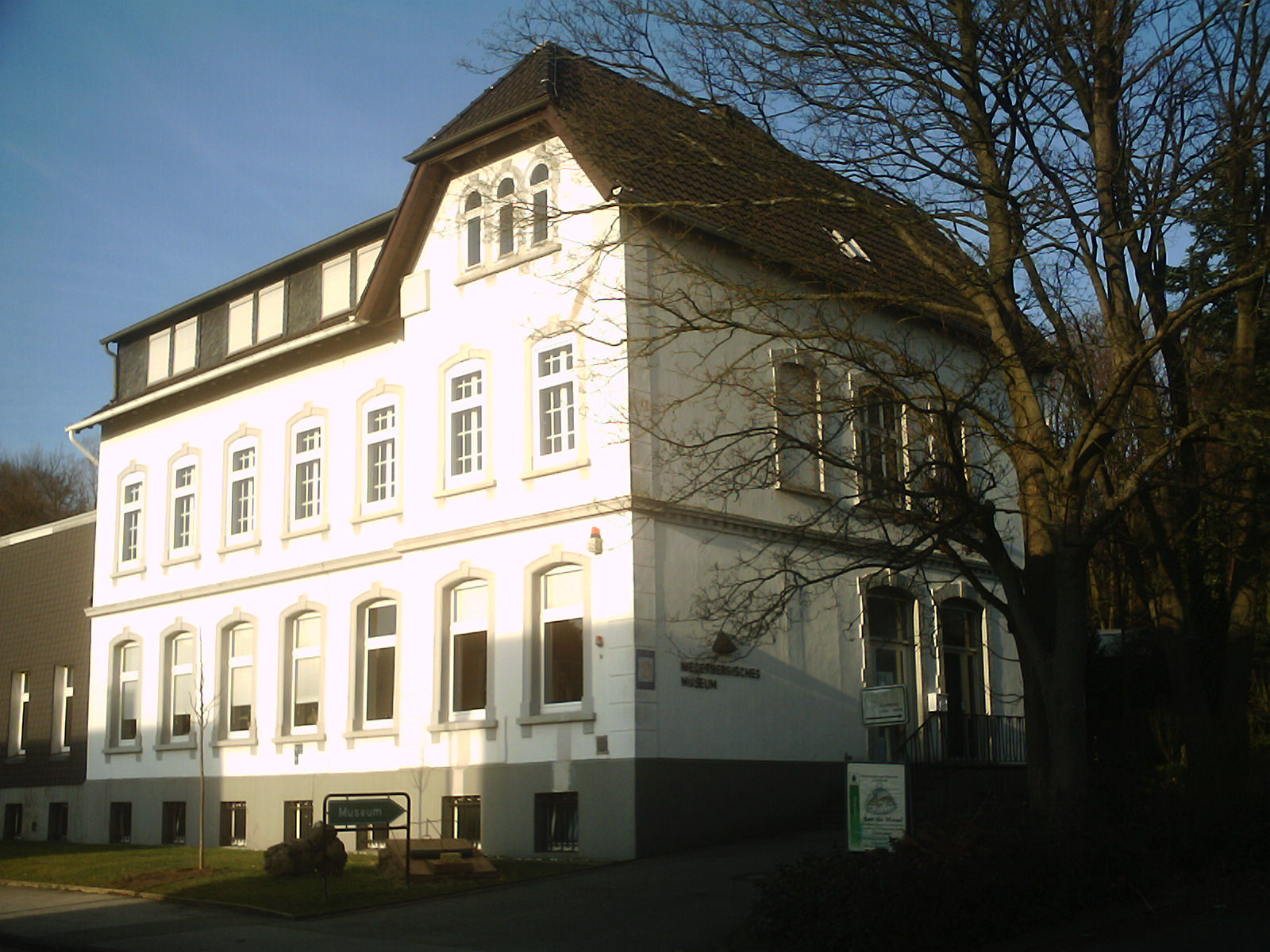
Niederbergisches Museum

### Bauwerke
Wülfrath besitzt einen sehenswerten historischen Kirchplatz und eine Altstadt mit Fußgängerzone. Das Wohngebiet Düsseler Tor hat einen Kindergarten in der Formensprache Friedensreich Hundertwassers. Weitere Sehenswürdigkeiten sind der Steinbruch Schlupkothen mit Lehr- und Erlebnispfad (EUROGA 2002 plus) und der Radwander- und Kunstweg (EUROGA 2002 plus). Außerhalb der Stadt befindet sich das Kaiser-Wilhelm-Denkmal.

### Museen
- Niederbergisches Museum
- Zeittunnel Wülfrath

### Regelmäßige Veranstaltungen
- Rosenmontagszug der Kalkstadtnarren
- Schützenfest mit Kirmes (meistens am zweiten Septemberwochenende)
- Stadtfest, genannt Kartoffelfest, jährlich im September
- Weihnachtsmarkt: Der Weihnachtsmarkt, genannt Herzog-Wilhelm-Markt, ist jährlich auf dem Kirchplatz und beginnt am Freitag vor dem 1. Advent

### Fotogalerie

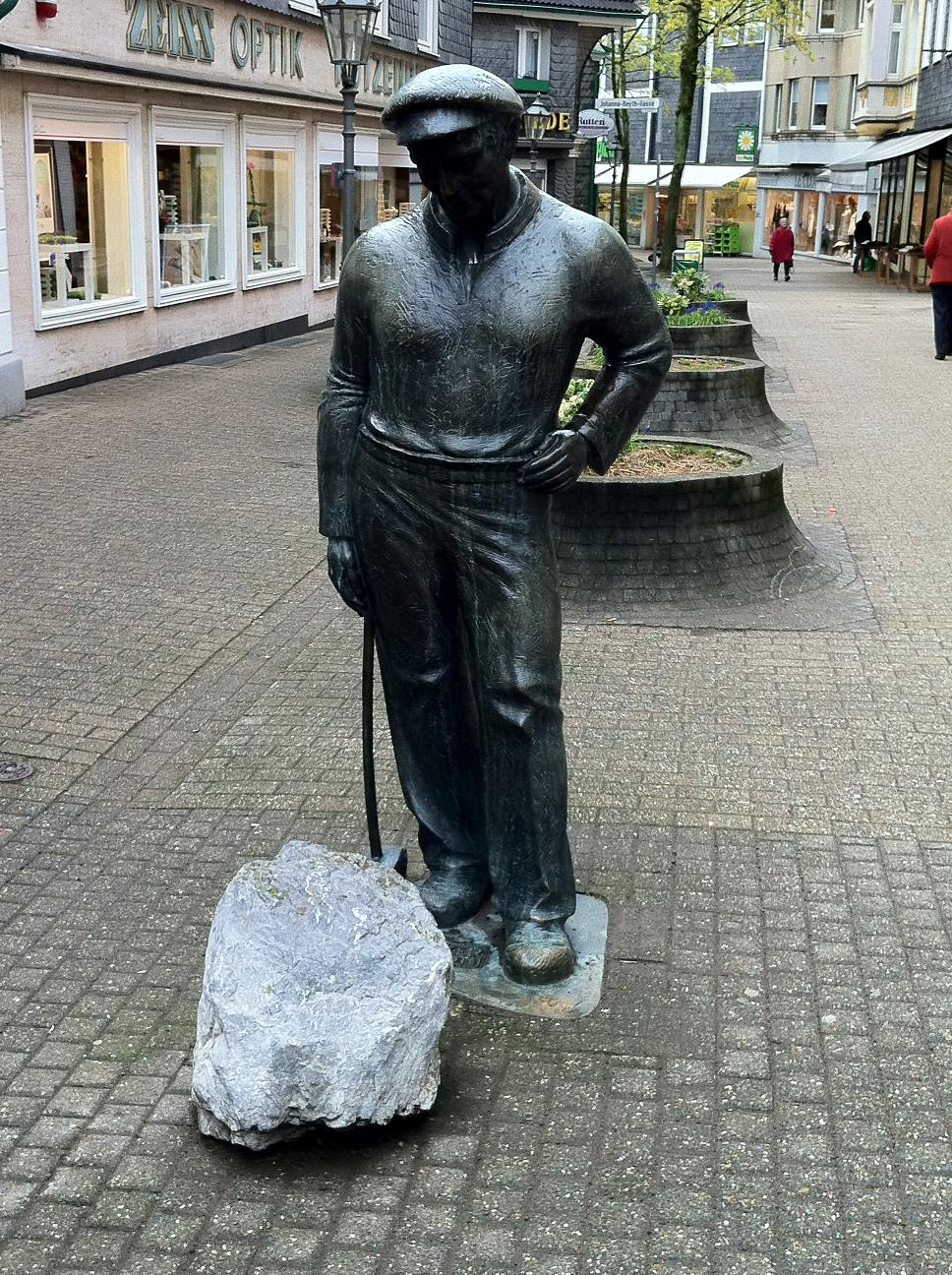
Bronzeplastik „Der Kalker“ in der Fußgängerzone
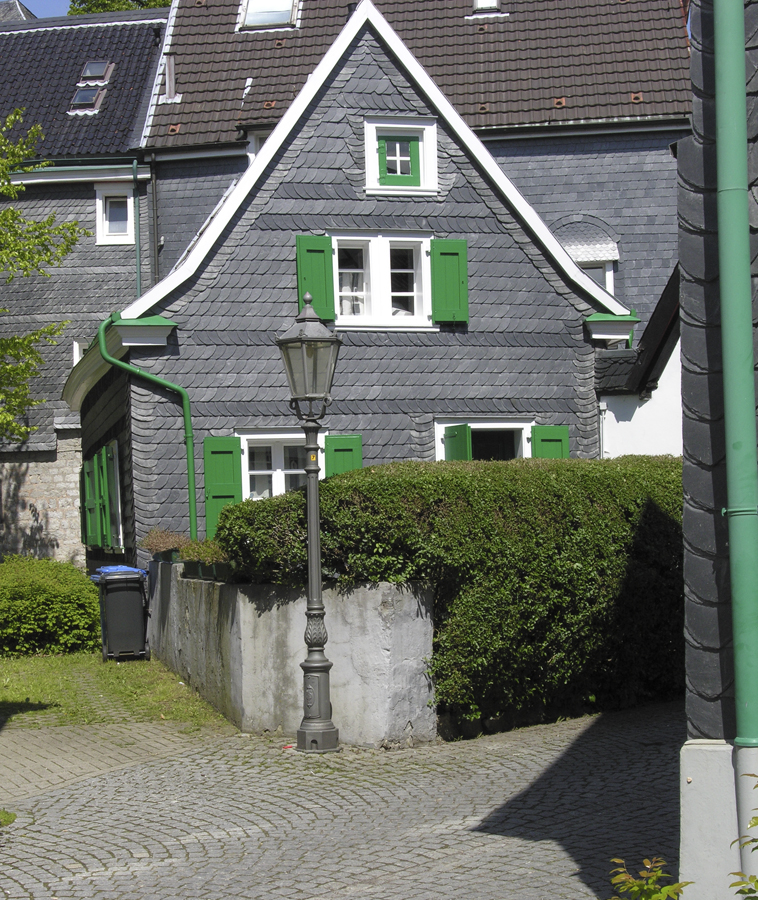
Wülfrath, Altstadthaus Hackestraße 2
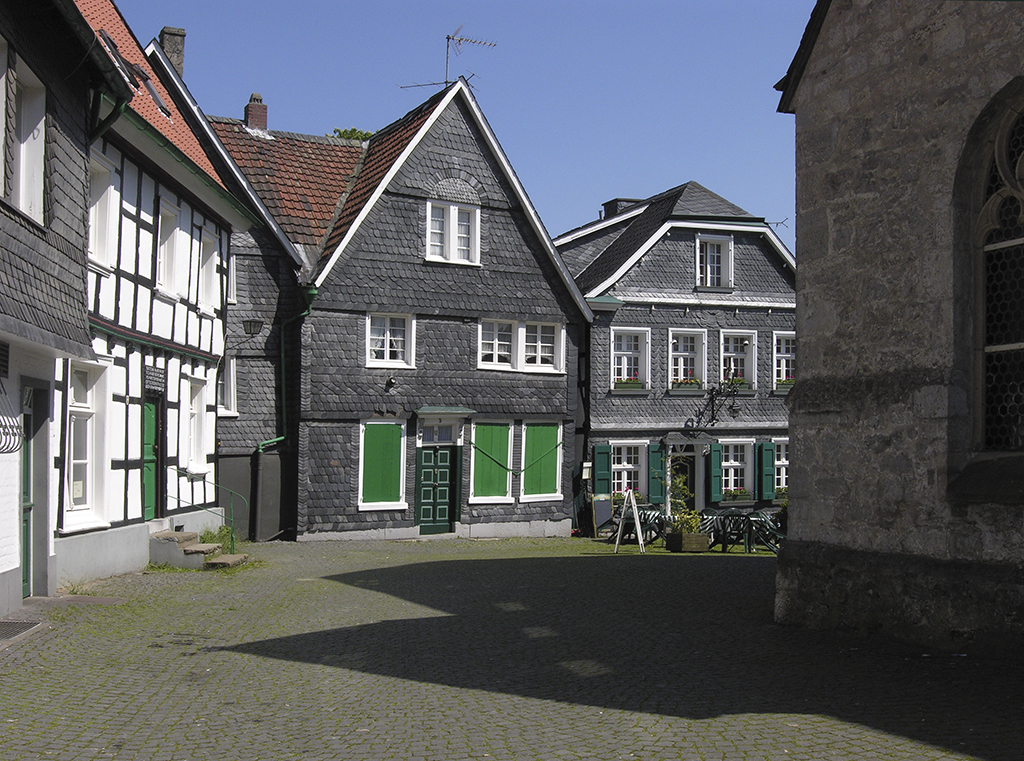
Wülfrather Kirchplatz
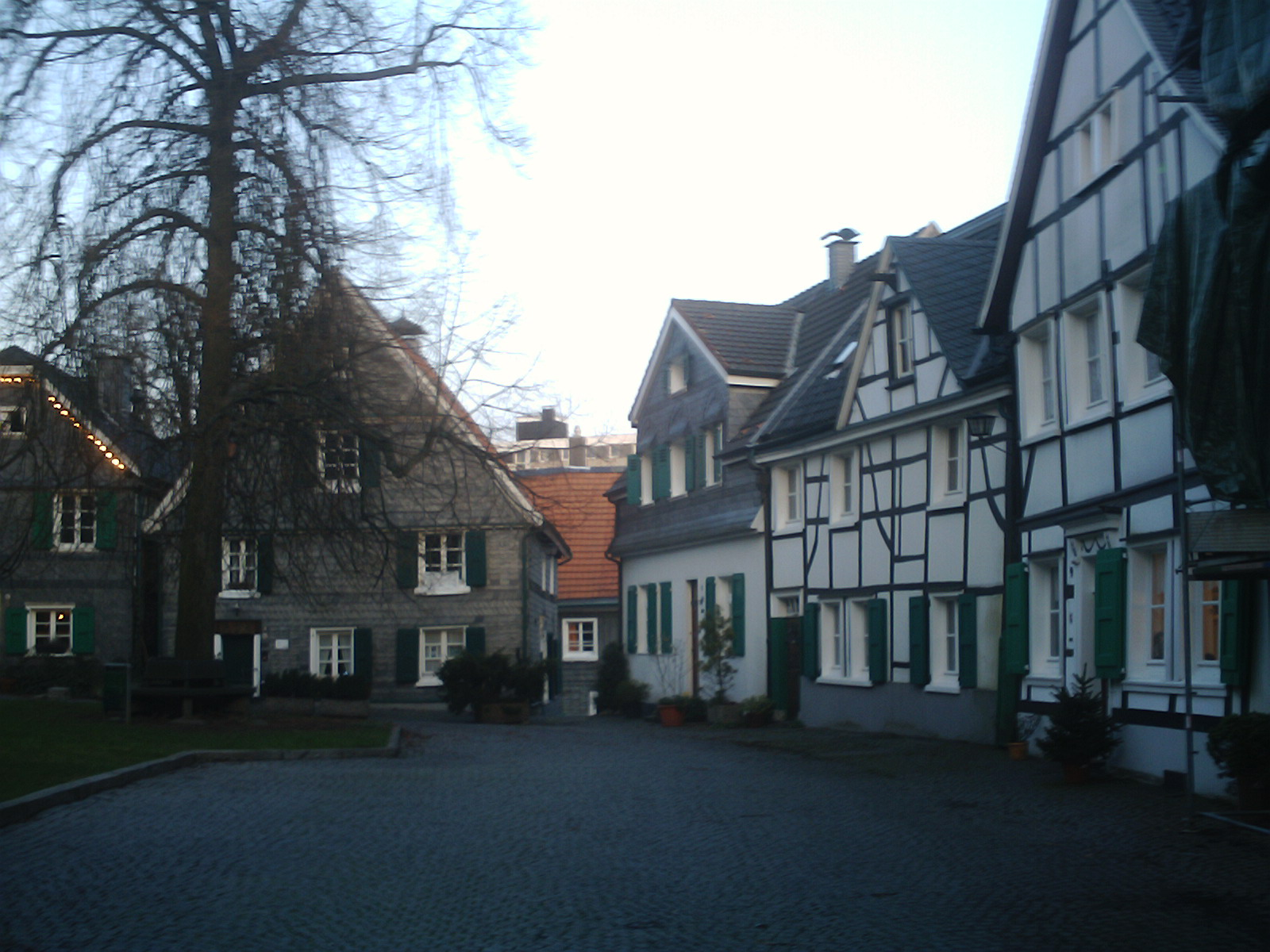
Wülfrather Kirchplatz
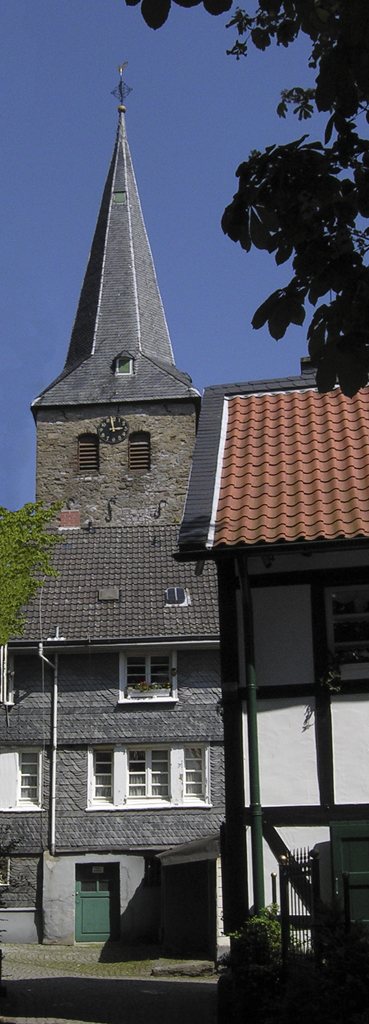
Ev. Stadtkirche Wülfrath
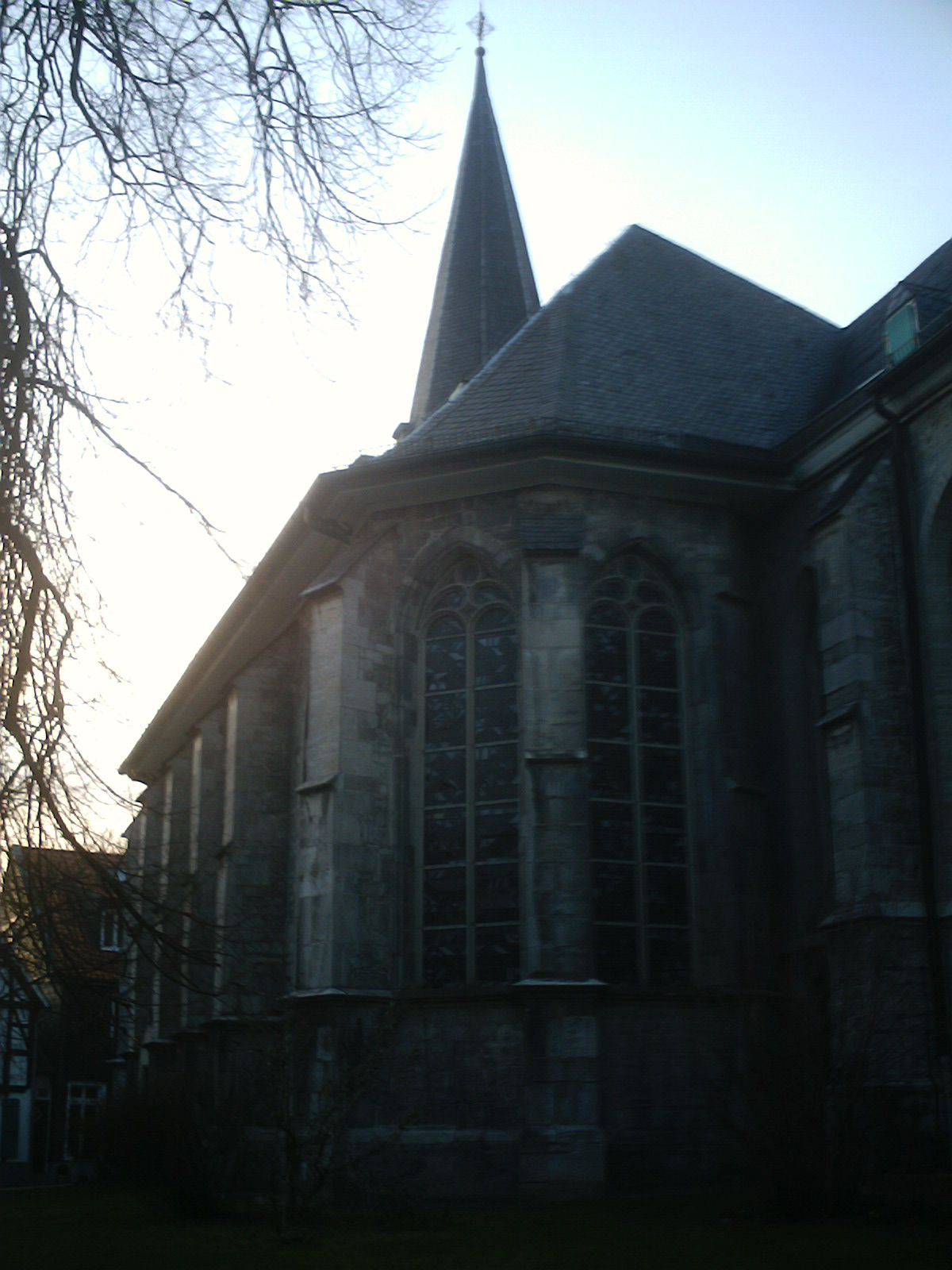
Rechter Flügel der ev. Stadtkirche
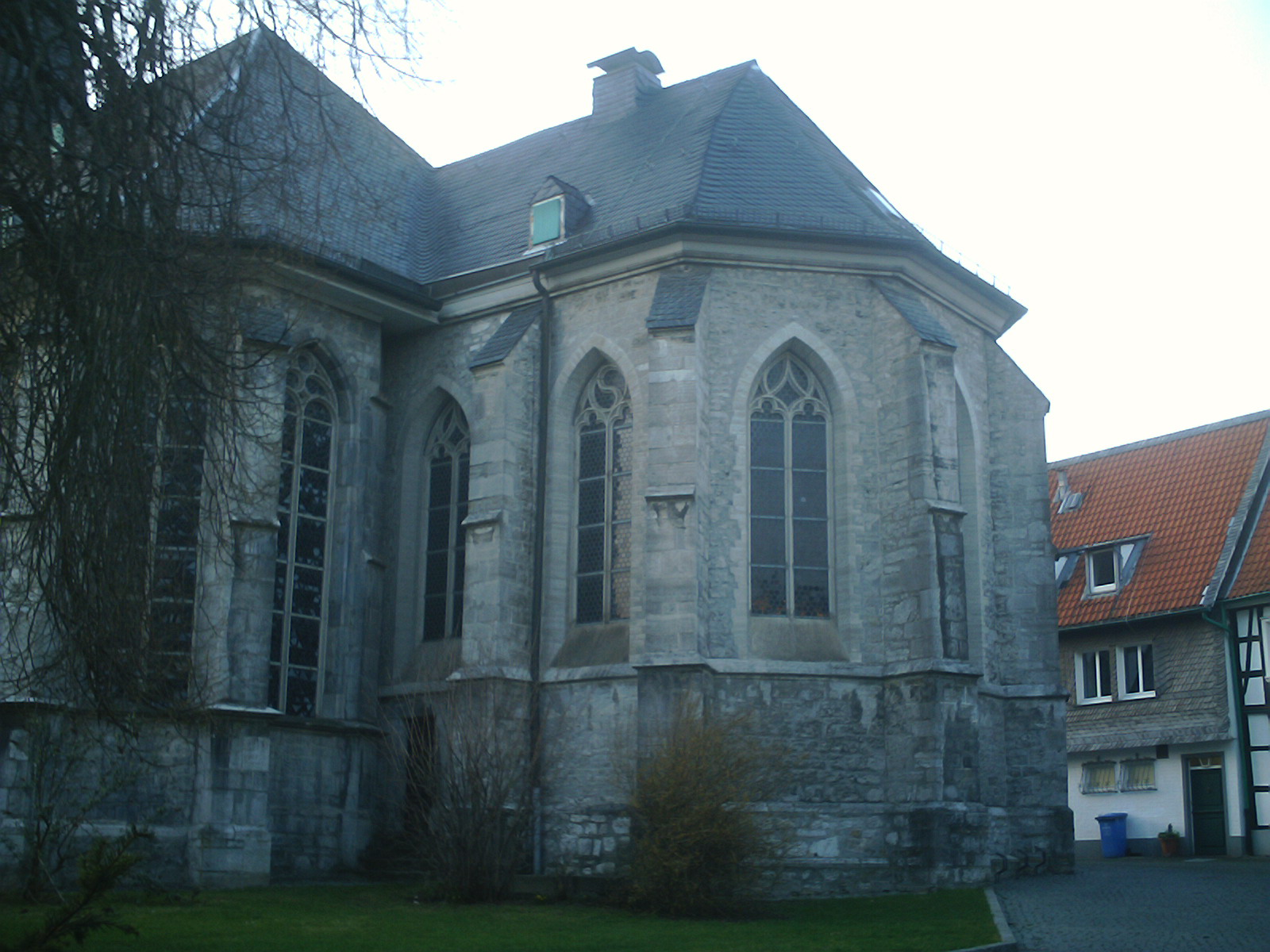
Hinterer Teil der ev. Stadtkirche
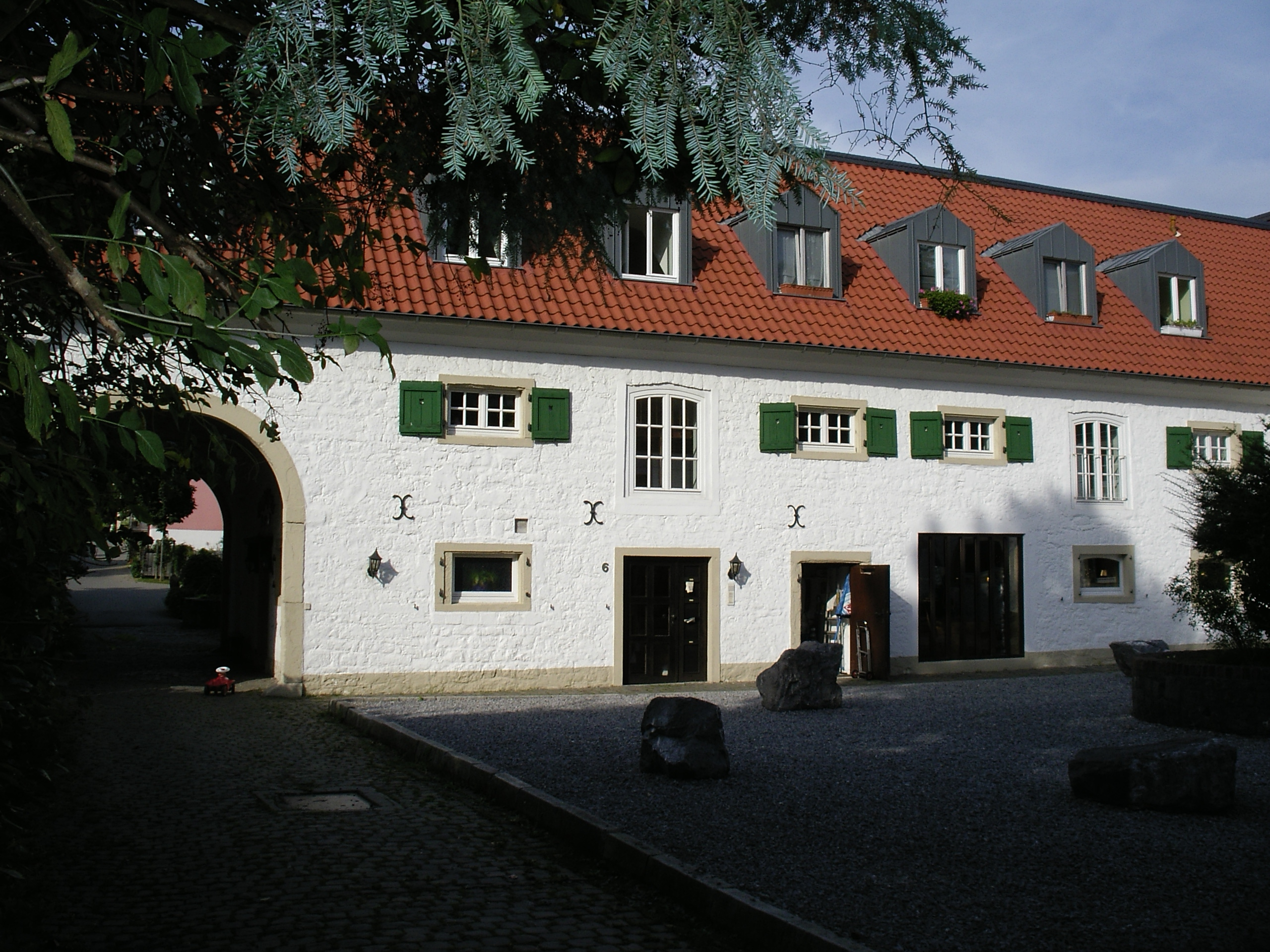
Innenhof der Wasserburg Düssel
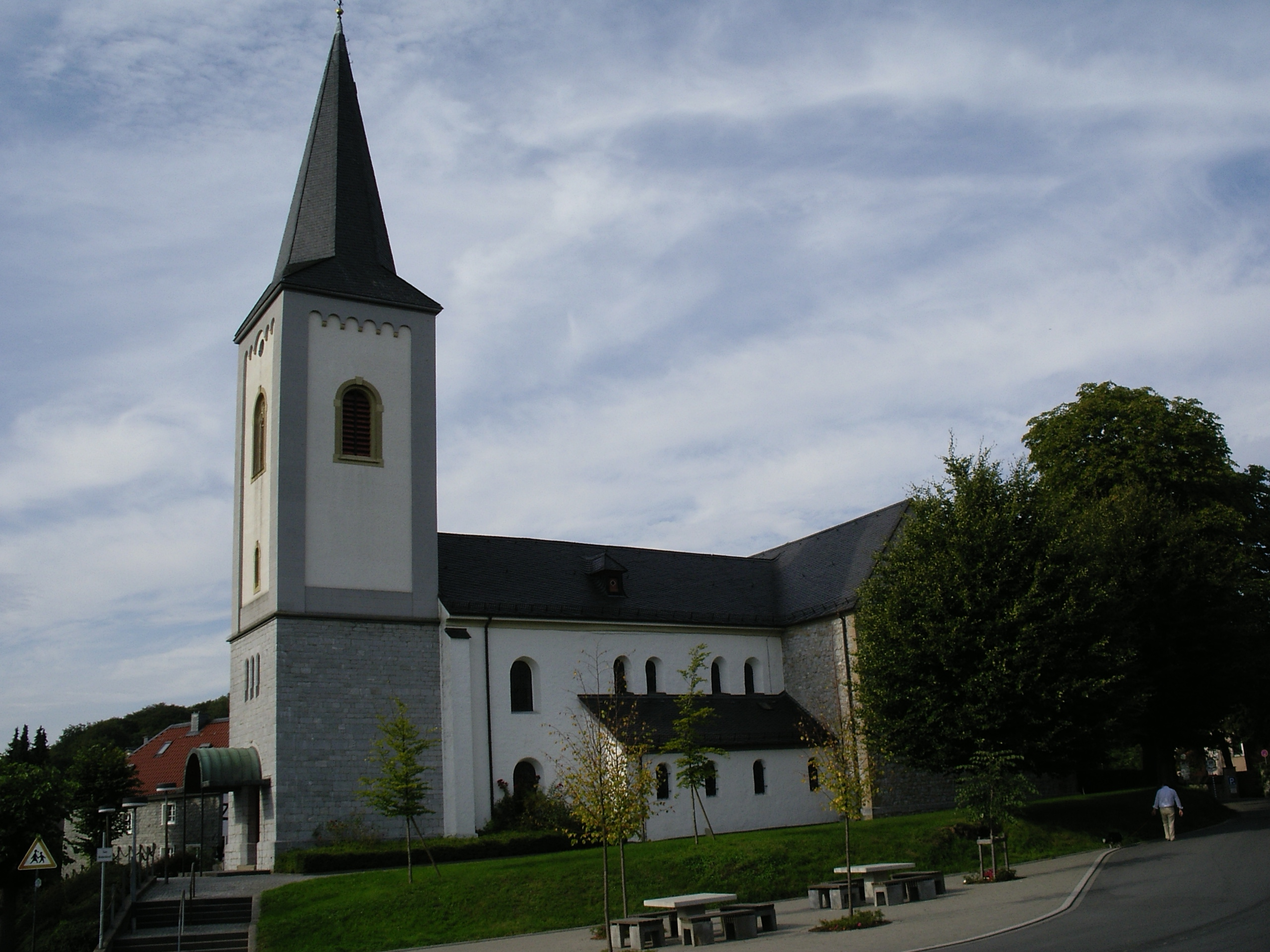
Kath. Kirche St. Maximin in Düssel

## Persönlichkeiten

### Söhne und Töchter der Stadt
- Johann Jakob Langen (1794–1869), Fabrikant, geboren in Düssel
- Otto Funcke (1836–1910), Pfarrer und Schriftsteller
- Emil Herminghaus (1837–1921), Unternehmer
- Carl Schmachtenberg (1848–1933), Schriftsteller und Heimatdichter
- Peter Greeff (1865–1939), Landschaftsmaler
- Wilhelm Nagel (1888–1943), Maler
- Werner Jansen (1890–1943), SS-Mitglied, Professor (ohne Habilitation), Schriftsteller und Arzt
- Maximilian Maria Ströter (1893–1979), Schriftsteller
- Werner Weber (1904–1976), Jurist
- Hans Wichelhaus (1918–2004), Politiker (CDU)
- Erich Scholtyseck (1908–1985), Zoologe
- Kurt Greeff (1920–1998), Pharmakologe und Hochschullehrer für Pharmakologie und Toxikologie
- Werner Imig (1920–1988), Historiker
- Werner Klüppelholz (* 1946), Musikwissenschaftler
- Gerhard Bäcker (* 1947), Sozialwissenschaftler
- Helmut Grothe (* 1960), Rechtswissenschaftler
- Stephan Schöne (* 1962), Handballspieler, -trainer und -manager
- Wolfgang Kuck (* 1967), Volleyball-Nationalspieler
- Joachim Lang (* 1967), Jurist, Bundesverbands-Geschäftsführer
- Holger Blüder (* 1969), Pianist, Dirigent, Chorleiter, Musikpädagoge und Kabarettist
- Tim Stanik (* 1978), Erziehungswissenschaftler
- Maximilian Wagener (* 1995), Fußballspieler

### Personen, die mit der Stadt in Verbindung stehen
- Gottfried Daniel Krummacher (1774–1837), Theologe, 1801–1816 Pfarrer in Wülfrath
- Rudolf Schweinitz (1839–1896), Bildhauer; 1890 baute er das Kaiser-Wilhelm-Denkmal (Wülfrath)
- Friedensreich Hundertwasser (1928–2000), Künstler; entwarf die Kuppel am Kindergarten Düsseler Tor
- Dorothea Walda (1931–2016), Schauspielerin
- Hans-Peter Riel (1943–2008), Journalist, aufgewachsen in Wülfrath, wurde durch seine Reportagen über den Weißwal im Rhein 1966 bekannt
- Wolfgang E. Heinrichs (* 1956), Historiker und Theologe, 1998–2009 Pastor in Wülfrath
- Jack McBannon (* 1981), Sänger, Songwriter und Fotograf, aufgewachsen in Wülfrath